# جويس سميث
جويس سميث (بالإنجليزية: Joyce Smith)‏ هي عداءة مراثونية بريطانية، ولدت في 26 أكتوبر 1937 في لندن في المملكة المتحدة.

## وصلات خارجية
- جويس سميث على موقع الاتحاد الدولي لألعاب القوى (الإنجليزية)
- جويس سميث على موقع أوليمبيديا (الإنجليزية)
- جويس سميث على موقع اللجنة الأولمبية البريطانية (الإنجليزية)